# Gobius gasteveni
Gobius gasteveni — вид риб з родини бичкових (Gobiidae). Демерсальна, глибоководна морська риба, сягає 12 см довжиною. Мешкає у східній Атлантиці на глибинах 35-270 м: західна частина Ла-Маншу, Мадейра і Канарські острови.